# Bharatiya Jnanpith
Bharatiya Jnanpith est une organisation littéraire et de recherche basée à New Delhi, en Inde, fondée le 18 février 1944 par Sahu Shanti Prasad Jain de la famille Sahu Jain et son épouse Rama Jain, dans le but de mener des recherches systématiques et de publier des textes en sanskrit, prakrit, pali et apabhramsha, couvrant des sujets tels que la religion, la philosophie, la logique, l’éthique, la grammaire, l’astrologie, la poétique, etc.
Le programme de recherche et de publication a commencé avec la publication des textes de la Dhavala. Un temple jaïn à Moodabidri, au Karnataka (sud de l’Inde), avait conservé pendant des siècles un manuscrit sur feuilles de palmier. Il s’agissait d’un commentaire en prakrit et sanskrit du IXe siècle sur une œuvre en prakrit du IIe siècle ap. J.-C., le Satkhandagama, portant sur la doctrine du karma (jaïnisme).
Il a publié deux séries de textes :
1. Moortidevi Granthmala
2. Lokodaya Granthmala

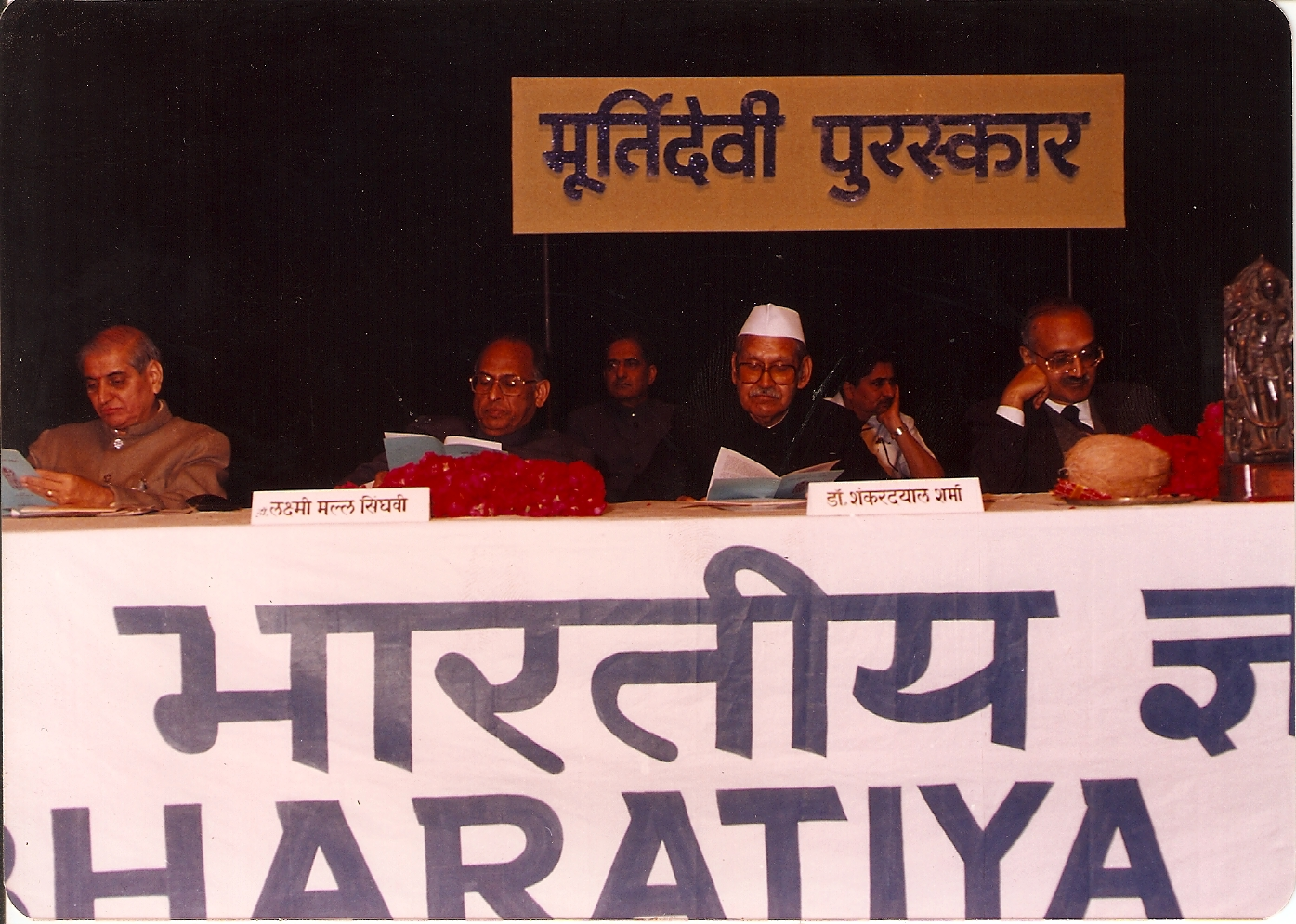
Cérémonie de remise du prix Moortidevi.

Chaque année, l’institution publie des centaines de livres en hindi (œuvres originales et traductions) et dans d’autres langues, et elle remet également les plus hautes distinctions littéraires de l’Inde, les prix Jnanpith et le prix Moortidevi.